# Kosmos 2271
Kosmos 2271, ruski komunikacijski satelit iz programa Kosmos. Vrste je Strijela-3.
Lansiran je 12. veljače 1994. godine u 08:54 s kozmodroma Pljesecka u Rusiji. Lansiran je u nisku orbitu oko planeta Zemlje raketom nosačem Ciklon-3 11K68. Orbita mu je 1403 km u perigeju i 1415 km u apogeju. Orbitna inklinacija mu je 82,56°. Spacetrackov kataloški broj je 23002. COSPARova oznaka je 1994-011-D. Zemlju obilazi u 113,97 minuta. Pri lansiranju bio je mase 220 kg. 

## Vanjske poveznice
- N2YO.com Search Satellite Database
- Celes Trak SATCAT Format Documentation (engl.)